# 12 Sagittarii
12 Sagittarii, eller AP Sagittarii, är en pulserande variabel  av Delta Cephei-typ (DCEP) i stjärnbilden Skytten.
12 Sagittarii varierar mellan visuell magnitud +6,52 och 7,41 med en period av 5,067675 dygn. Den befinner sig på ett avstånd av ungefär 3260 ljusår.